# Дренажная решётка
Дрена́жная решётка, или ли́вневая решётка, — элемент дренажной системы, предназначенный для её защиты от механических повреждений, засорения мусором и листвой, а также защиты пешеходов и транспортных средств.

## Назначение
Установка дренажных решёток помогает решать несколько важных задач:
- исключить возможность засорения дренажной системы крупным мусором — ячейки решетки пропускают влагу, останавливая листву, сучья и отходы хозяйственной деятельности человека;
- предохранить дренажные каналы от возможных повреждений автотранспортом и пешеходами, что особенно актуально для мест с оживленным движением;
- защитить пешеходов от риска получить травму, а транспорт от поломки, исключив для них возможность провалиться в дренажный канал.

Дренажные решётки могут быть и декоративными элементами. С их помощью можно придать дренажным (пластиковым или бетонным) каналам эстетичный внешний вид, гармонично сочетающийся с архитектурными и ландшафтными особенностями территории.
Согласно Европейскому стандарту DIN 19580 ливневые решётки подразделяют на шесть классов (от А до F), в зависимости от уровня допустимой нагрузки. Решётки категорий A, B, C применяются в местах с небольшими нагрузками (пешеходные, парковые зоны). На участках, где возможны большие нагрузки (интенсивное движение автомобилей, следование большегрузных автомобилей), используют конструкции классов D, E и F.

## Разновидности
Такие качества современной дренажной системы, как надёжность, долговечность и эстетичный внешний вид, во многом зависят от правильно подобранных дренажных решёток.
Для производства дренажных решёток используют различные материалы. На территории России наибольшее применение нашли конструкции из чугуна (с покрытием из цинка или без), меди, оцинкованной и нержавеющей стали также применяют пластиковые решётки, из полипропилена, ил ABS пластика. Все вышеперечисленные материалы, за исключением чугуна, и пластика, поддаются коррозии, что не очень хорошо для дренажных систем в условиях воздействия на них погодных условий и агрессивных химических реагентов. В основном в климате СНГ решётка из оцинкованной стали служит не дольше 5 лет, по истечении данного срока, она утратит свой внешний вид, и прочность.
На объектах, где возможны серьёзные механические нагрузки (порты, взлетно-посадочные полосы, автомагистрали, складские терминалы), как правило, применяют решётки из высокопрочного чугуна. Однако такие решётки могут подвергаться коррозии, поэтому их периодически необходимо смазывать специальными защитными составами или окрашивать. Популярность чугунных решёток во многом обусловлена их низкой стоимостью, решётки из пластика, меди, нержавейки тут не подойдут по параметрам хрупкости, и недолговечности.
Медные дренажные решётки в основном применяются в целях благоустройства территории, решётки же из нержавеющей стали — на предприятиях пищевой промышленности.
Дренажные решётки могут иметь различную форму расположения внутренних перегородок — ячеистую и щелевую. Кроме того, можно выделить несколько распространенных типоразмеров дренажных решёток, габариты которых варьируются в зависимости от ширины дренажного канала.
Чтобы предотвратить смещение решётки с канала и связанные с этим проблемы безопасности, решётки часто снабжаются системой крепления к каналу. Существуют специальные антивандальные крепления, призванные уберечь изделие от хищения или хулиганства.